# Homayoon Toufighi
Homayoon Toufighi (persisch همایون توفیقی; * 21. März 1990 in Rascht) ist ein iranischer Schachspieler.
Er spielte für Iran bei zwei Schacholympiaden: 2010 und 2014. Außerdem nahm er dreimal an den asiatischen Mannschaftsmeisterschaften (2005, 2009 und 2014) teil.
Im Jahre 2009 wurde ihm der Titel Internationaler Meister (IM) verliehen, 2010 der Titel Großmeister (GM).
| Die zur Anzeige dieser Grafik verwendete Erweiterung wurde dauerhaft deaktiviert. Wir arbeiten aktuell daran, diese und weitere betroffene Grafiken auf ein neues Format umzustellen. (Mehr dazu) |